# Artefactos quimbaya

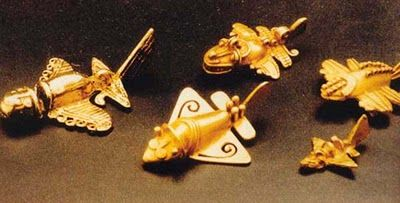
Los Pájaros de Otún son figuras de oro y bronce propios de la cultura quimbaya.

Los artefactos quimbaya, también conocidos como aviones precolombinos, antiguamente llamados Pájaros de Otún, son unas figuras zoomorfas, fundidas en una mezcla de oro y bronce llamada tumbaga, encontradas en las inmediaciones del río Otún, en Colombia. Atribuidos erróneamente a la cultura quimbaya, en realidad fueron creados por los habitantes de la región de Tolima.  
Están expuestos en el Museo del Oro en Bogotá. Por la similitud de algunas piezas con la forma de las aeronaves modernas, algunos investigadores de lo paranormal, como Erich Von Däniken y Robert Steven Thomas, han tratado de demostrar que se trataría de modelos de aviones prehistóricos que unos supuestos visitantes extraterrestres habrían usado para desplazarse en la Tierra.

## Descripción
Los primeros fueron encontrados cerca de las orillas del Río Otún (de ahí el antiguo nombre de pájaros del Otún). , pero presentados como figuras zoomorfas y no como aviones antiguos. Se conocen 24 de estas figuras, aunque se han encontrado muchos más, pero muchos de estos han salido ilegalmente del país.[cita requerida]
Se interpretan como figuras imaginarias con características combinadas, aves, insectos o peces. Una de las piezas tiene semejanzas con un pez volador, algunas figuras tienen una cabeza parecida a la del cocodrilo, tal como los que habitan en ríos y marismas colombianos, pero otras combinan rasgos de diferentes animales, como una cola corta vertical y patas anchas, por lo que no se han podido atribuir a ningún animal concreto.[cita requerida]
Una interpretación es que se hayan creado como "juguetes", ya que en la parte inferior tienen unos pequeños mangos rectangulares para poder sostenerlos.[cita requerida]

## Interpretación por los autores de lo paranormal
Erich Von Däniken, en su libro “El Oro de los Dioses” (1974)  comparó uno de los objetos con la réplica de un bombardero B-52, aunque no fue el creador de esa interpretación. Ivan T. Sanderson, un investigador y divulgador de misterios los mencionó en un capítulo de su obra Investigating the Unexplained en 1972. Sanderson consultó a varios expertos en aeronáutica para recabar su opinión.
Sin embargo, en 2013 la revista El Ojo Crítico que dirige Manuel Carballal publicó un artículo sobre los "aviones precolombinos" en el que el investigador Antonio Luis Moyano rastreó su origen. Al parecer, el famoso "avión precolombino" respondería a una réplica "versionada" por un joyero de Philadelphia y que cayó en manos de Ivan T. Sanderson.
Críticos de la interpretación de estos artefactos como aviones modernos argumentan que las culturas precolombinas en América del Sur no tenían el conocimiento ni la tecnología para manufacturar aviones. Entre los puntos que se argumentan se encuentran los siguientes:
- Los artefactos de metal que estas culturas crearon generalmente eran ornamentales u objetos pequeños prácticos como cuchillos.
- Para construir un avión moderno se necesitan láminas de metal, tornillos, y herramientas de soldadura, entre otros, los cuales no existían en la época de estos artefactos.
- Considerando que el acero era desconocido en la época de estos artefactos, el bronce no es un buen material para construir aviones.
- El motor de combustión interna y el combustible todavía no existían.
- No se han encontrado pistas de aterrizaje para los aviones.
- Cuando se comparan los artefactos con otros artefactos semejantes de la época, la mayoría han sido identificados como peces e insectos. Los pocos que no se han podido identificar positivamente con un animal en específico no forman un número suficientemente grande de la población de artefactos para extrapolar conclusiones estadísticamente significativas.

En 1994, los expertos en aeromodelismo alemanes Peter Belting y Conrad Lubbers crearon modelos a escala de estos objetos, dotados de motor y controlados por radiocontrol, aunque sin algunos de los rasgos más complicados presentes en las figuras. Encontraron que los modelos eran efectivamente capaces de volar.